# Union von Wilna
Die Union von Wilna war ein Vertrag vom 28. November 1561 zwischen dem Landmeister des Livländischen Ordens in Livland, Gotthard Kettler, und Sigismund II. August, dem König von Polen, Großfürst von Litauen, der die Liquidation des Deutschen Ordens in Livland und dessen Aufgehen im polnisch-litauischen Staat zur Folge hatte.

## Vorgeschichte
1558 hatte das Zarentum Russland unter Iwan dem Schrecklichen den Livländischen Krieg begonnen. Die Livländische Konföderation konnte dem Ansturm der Russen wenig entgegensetzen, Teile Livlands wurden erobert und langfristig besetzt gehalten. Zum Schutz vor weiteren Angriffen unterstellte sich in der Folge die Konföderation der Lehenshoheit verschiedener Mächte im Ostseeraum. Deren Ambitionen hingegen bezogen sich auf Verbesserungen ihrer strategischen Positionen gegenüber Russland sowie einen Ausbau ihrer Stützpunkte im Ostseeraum. Auch die materiellen Ressourcen Livlands stellten einen Anreiz dar.
Das Königreich Dänemark kaufte 1560 das Gebiet der Bistümer Kurland in Pilten und Ösel-Wiek in Arensburg vom Bischof Johann von Münchhausen, der der Lehre Luthers anhing. Das Königreich Schweden übernahm 1561 das heutige nördliche Estland mit Reval. Der größte Teil aber fiel mit dem livländischen Kernland und dem südlichen Wiek an Polen-Litauen. Ebenso schlossen sich die Ordensgebiete westlich und südlich der Düna als Herzogtum Kurland und Semgallen der Krone Polen-Litauens als Vasallenstaat an.

## Die Union
Der Vertrag setzte sich aus dem Privilegium Sigismundi Augusti und der Pacta Subiectionis zusammen. Das „Privilegium Sigismundi Augusti“ bezog sich auf die Stände, vor allem den Adel, in Livland. Für das Herzogtum Kurland und Semgallen gab es die „Pacta Subiectionis“, die diese Privilegien garantierte und zudem das Verhältnis des Adels zum Herzog und beider Verhältnis zum König von Polen und zum polnisch-litauischen Reichstag regelte.
Kraft dieses Vertrages wurde der Deutsche Orden und mit ihm die gesamte Livländische Konföderation aufgelöst und säkularisiert, während Kurland mit Semgallen zum „Herzogtum Kurland und Semgallen“ verschmolzen, das Kettler als protestantischer Erbherzog vom polnischen König zu Lehen nahm. Die Hansestadt Riga mit dem Rest Livlands wurden als „Herzogtum jenseits der Düna“ (lat. Ducatus Ultradunensis) dem Staat Polen-Litauen direkt einverleibt. Schon unter Sigismund Augusts Nachfolger Stefan Bathory begannen Bestrebungen, die Bestimmungen Privilegium Sigismundi Augusti auszuhöhlen. Dieser erkannte das Privilegium Sigismundi Augusti nicht an und erließ stattdessen die Constitutiones Livoniae, die die Rechte der livländischen Stände deutlich einschränkten. Das Land wurde nach polnischem Muster in Form von drei Wojewodschaften mit Hauptsitzen in Pernau, Wenden und Dorpat administrativ organisiert und die Gegenreformation unter anderem durch die Etablierung von Jesuitenkollegs in Dorpat und Riga gefördert.
Die Union von Wilna begünstigte den Ausbruch des Dreikronenkrieges 1563.